# Нагірний Климентій Григорович
Клименій Григорович Нагірний (нар. 25 січня (6 лютого) 1887, Пустоварівка — пом. 6 липня 1918, Єкатеринбург) — матрос, потім квартирмейстер Гвардійського екіпажу Російського імператорського флоту (проходив службу на Імператорських яхтах «Полярна зірка» та «Штандарт»); з 1913 — слуга Цісаревича Олексія. Після Лютневої революції та зречення Миколи II від престолу добровільно пішов за царською сім'єю на заслання, був заарештований і незабаром убитий більшовиками незадовго до розправи над царською сім'єю.

## Біографія
Із селян. Православного віросповідання. Народився в селі Пустоварівка Антонівської волості Сквирського повіту Київської губернії Російської імперії (нині Білоцерківського району Київської області України) в українській родині сільських обивателів. Був грамотним (мав початкову освіту). Одружений не був.

### Служба на флоті
Після досягнення призовного віку, у жовтні 1908 року Климентій Нагірний був прийнятий Сквирським повітовим з військової повинності на дійсну військову службу і відправлений на Балтійський флот Російської імперії (термін його служби на флоті обчислювався з 1 січня 1909 року).
Після закінчення служби у Кронштадтській навчальній команді, у квітні 1909 року Нагірному було присвоєно звання матроса 2-ї статті. Був визначений у Гвардійський екіпаж. У травні 1910 року йому було присвоєно чергове звання — матрос 1-ї статті.
Був у плаваннях на Імператорських яхтах «Полярна Зірка» та «Штандарт». Відрізнявся високим зростом, великою фізичною силою, веселою вдачею, старанністю.
З травня 1909 року матрос Нагірний, у складі екіпажу «Штандарта», супроводжував Царську Сім'ю у всіх Її офіційних візитах і на відпочинку. Виконував обов'язки каютного (каютного матроса) при Спадкоємцю Цісаревичу Олексію Миколайовичу. Малолітній Спадкоємець Цісаревич сильно прив'язався до свого старшого товариша, який став для нього одним із найближчих людей.
До 31 грудня 1913 року термін служби Нагірного на Флоті добігав кінця, унаслідок чого в липні 1913 року він отримав пропозицію від Імператриці продовжити службу, але вже як лакей Царської Сім'ї. Отримавши його особисту згоду, Государиня віддала відповідне розпорядження, і з 17 липня 1913 року матроса 1-ї статті Нагірного було найнято на службу «лакеєм понад штат до кімнат Їхніх Високостей Августійших дітей Їхніх Імператорських Величностей».
У січні 1914 року Климентій Нагірний висловив бажання залишитися на надстроковій службі в Гвардійському екіпажі, однак, згідно з чинним положенням, матроси і рядові не фахівці не могли бути залишені на надстроковій службі. «З Найвищого Його Імператорської Величності повеління» в лютому 1914 року матроса 1-ї статті Нагірного, терміну служби 1909 року, залишили на надстроковій службі в Гвардійському екіпажі з призначенням квартирмейстером, він продовжував служити при Царській Родині.
У роки Першої світової війни Климентій Нагірний продовжував перебувати на колишній своїй посаді, а в 1916 році в нагороду за відмінну ревну службу йому Всемилостивіше було пожалувано нагрудну срібну медаль з написом «За старанність» на Станіславській стрічці.
1 липня 1917 року квартирмейстера Нагірного звільнили зі служби в Гвардійському екіпажі.

### Служба приНайвищому Дворі
Офіційне призначення Клементія Нагірного на посаду лакея 2-го розряду при кімнатах Августійших Дітей відбулося 28 вересня 1913 року. Свої обов'язки на новій посаді матрос 1-ї статті Нагірний став виконувати з 11 жовтня 1913 року «…зі збереженням обмундирування матроса» (тобто — одягненим у форму матроса Гвардійського екіпажу).

З 22 листопада 1913 року лакей Нагірний був переведений на посаду помічника «дядька» Цісаревича Олексія «…без найменування лакеєм». «Дядьком» (слугою) Цісаревича Олексія був боцман Деревенько.

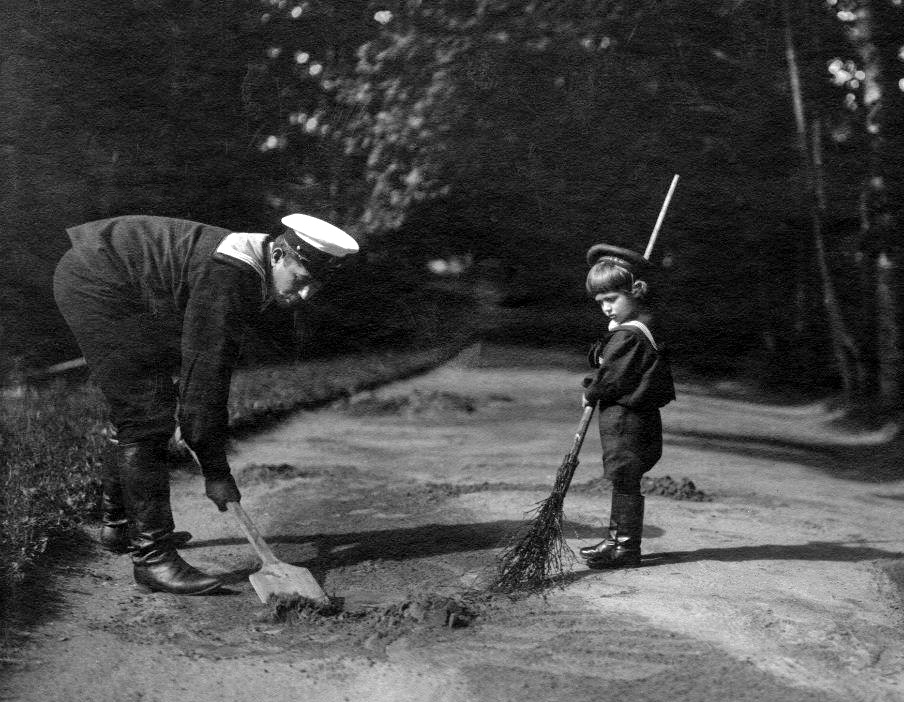
Климентій Нагірний та Цісаревич Олексій у Царському Селі

В обов'язки «дядька» і його помічника входило супроводжувати Цісаревича під час виходів, охороняти, що було життєво важливо за часів, коли революціонери вели полювання на представників царюючої династії, носити спадкоємця на руках під час нападів його хвороби, розважати його. Ось як описав появу К. Г. Нагірного в імператорському оточенні лейб-лікар Є. С. Боткін у листі до начальника Канцелярії Олександри Федорівни графа Я. М. Ростовцева: «Про призначення щойно прийнятого на службу до Найвищого Двору матроса Нагірного — помічником боцмана Деревеньки. Зі сказаного мені Її Величністю я зрозумів, що фактично боцман Деревенько буде, як і раніше, називатися „дядьком“ Його Високості Спадкоємця Цісаревича. Але юридично він повинен займати місце камердинера, а його помічник, Нагірний, гардеробника».

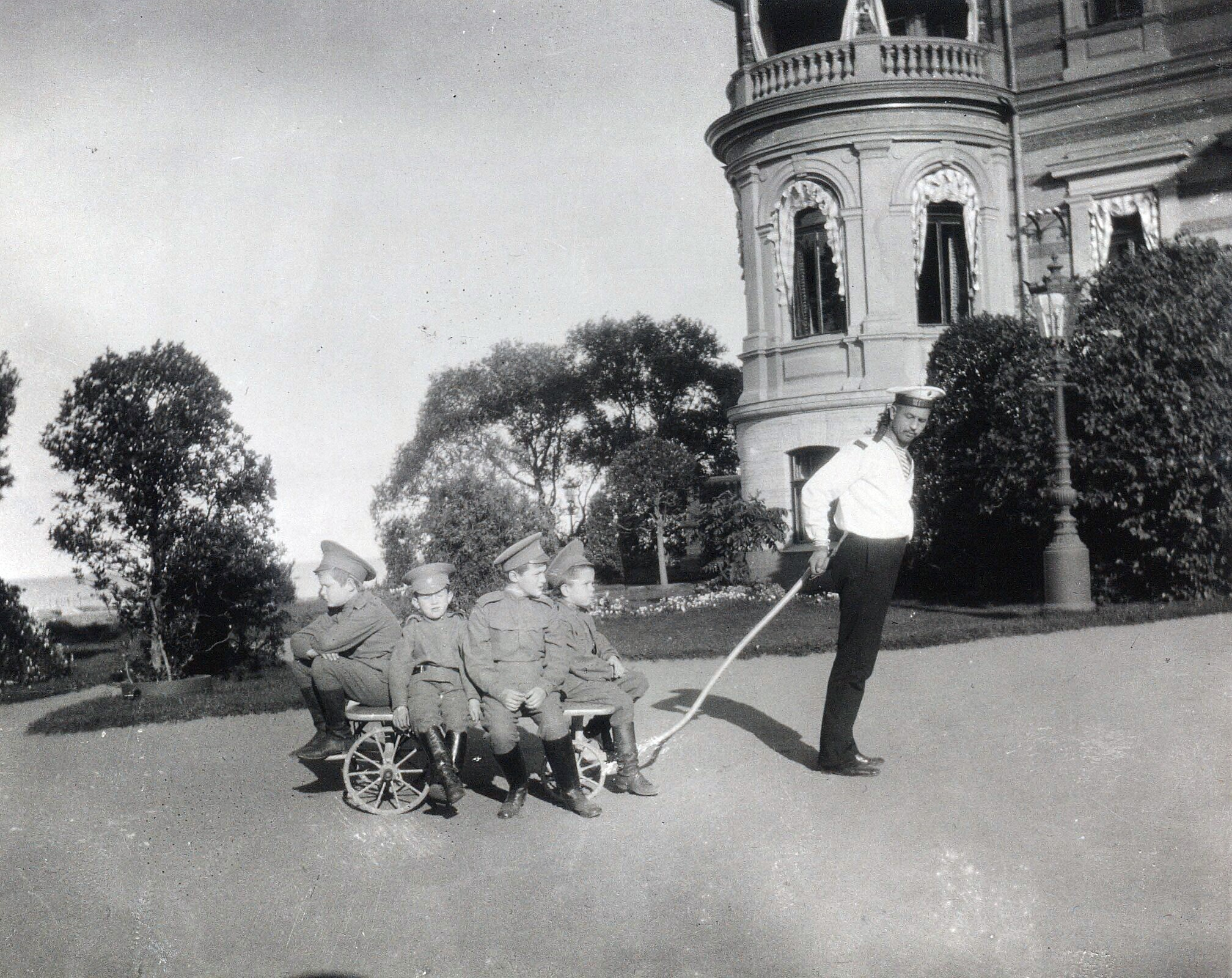
Климентій Нагірний розважає Цісаревича Олексія та його друзів

Помічник «дядька» отримував гідну платню. На лютий 1914 року вона становила 700 рублів на рік і складалася: з платні Гвардійського екіпажу — 258 рублів 90 копійок, з окладу лакея 2-го розряду (за винятком платні Гвардійського екіпажу) — 201 рубль 10 копійок, із сум, які виділяють на Спадкоємця Цесаревича, — 240 рублів на рік (квартирні). Крім того, існували різні одноразові виплати.
У роки Першої світової війни Государ разом зі Спадкоємцем Цісаревичем часто виїжджав до Ставки Верховного Головнокомандувача, де на Нагірного вперше звернув свою увагу Британський Військовий Аташе, який перебував при ній же, у Петрограді, генерал сер Джон Генбері-Вільямс, який у своїй книзі «Імператор Микола II, яким я його знав» зазначав:
«Дядько» Цісаревича, здоровенний матрос Нагірний, якого хлопчик обожнював, завжди був поруч — величезний, веселий, обожнюючий слуга свого маленького пана. Ця людина багатьом знайома за фотографіями, що закарбували його з Цісаревичем. Повідомляли, що Нагірного було вбито разом з іншими в липні 1918 року. Можна не сумніватися, він до кінця залишався відданим своєму обов'язку.
Після того, як після Лютневої революції «дядько» Деревенько пішов із Царського Села разом з іншими матросами Гвардійського екіпажу, «дядьком» Цісаревича став К. Г. Нагірний.

### На засланні з wарською cім'єю. Арешт і загибель

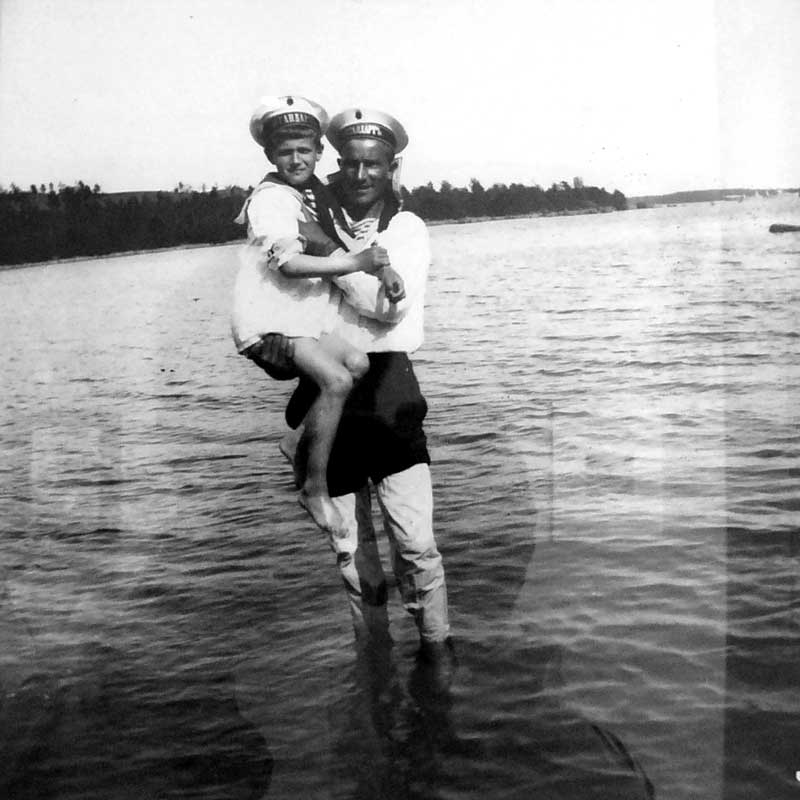
К. Г. Нагірний та Олексій Миколайович. Фінські шхери, острів Туухолмі. (не раніше 1914 року)

Коли царську сім'ю в серпні 1917 року висилали в Тобольськ, можливість залишити службу була у всіх імператорських слуг, проте К. Г. Нагірний (звільнений у безстрокову відпустку) вважав за краще залишитися з сім'єю монарха, що зрікся престолу, і добровільно вирушив разом з ними на заслання.
У квітні 1918 року до Тобольська прибув більшовицький збройний загін, під командуванням матроса Балтійського флоту — П. Д. Хохрякова. Дізнавшись, що серед слуг царської сім'ї є і матроси-балтійці, Хохряков пригрозив, що зведе рахунки зі «зрадниками революції», що «ганьблять революційний флот», якщо вони не залишать своєї служби при царській сім'ї:450.
Коли царську сім'ю частинами (зважаючи на хворобу Цісаревича Олексія) відправляли з Тобольська до Єкатеринбурга, К. Г. Нагірного відправили в другій групі разом із Цісаревичем і трьома Великими Княжнами, прибувши до Єкатеринбурга 10 (23) травня 1918 року. З нього, як і з усіх слуг, допущених у будинок Іпатьєва, було взято розписки. Розписка, дана К. Г. Нагорним, збереглася:
Я, що нижче підписався, громадянин Нагірний Климентій Григор'єв, Київської губернії, Свирського повіту, Антонівської волості, село Пустоварівка, даю справжню розписку, що, бажаючи продовжувати служити при колишньому цареві Миколі Романові, обіцяю підкорятися і виконувати розпорядження Уральської обласного ради, які надходять від коменданта будинку особливого призначення, і вважати себе в рівному становищі, як і решта сім'ї Романових.
К. Нагірний. 24 травня
Історик В. М. Хрустальов писав, що підписуючи цю розписку, царські слуги підписували власний смертний вирок:443.
За спогадами очевидців, К. Г. Нагірний не міг мовчки зносити знущання тюремників над Цісаревичем Олексієм. Ще на шляху з Тобольська до Єкатеринбурга на борту пароплава «Русь» К. Г. Нагірний захистив Цісаревича від свавілля комісара Родіонова, який замкнув його і спадкоємця зсередини в каюті на ключ, чим викликав гнів і погрози більшовиків. О. О. Теглєва, няня царських дітей, згадувала: «Нагірний тримав себе сміливо і свою майбутню долю собі передбачив сам. Коли ми приїхали в Єкатеринбург, він мені говорив: Мене вони, напевно, уб'ють. Ви подивіться, пики-то, пики у них які! В одного Родіонова [пика] чого варта! Ну, нехай убивають, а все-таки я їм хоч одному-двом, а наб'ю морди сам!».
Опинившись у будинку Іпатьєва, К. Г. Нагірний і лакей Великих Князів І. Д. Седньов піднімали голос на захист ув'язнених, яких гнобила охорона. Д. Седньов піднімали голос на захист в'язнів, яких гнобила охорона, заходилися змивати зі стін вірші та малюнки непристойного й образливого для царської сім'ї змісту, які залишали червоноармійці-охоронці. Але остаточно вирішило їхню долю те, що вони дозволили собі відкрито обурюватися тим, що охорона краде речі, які належать царській родині.
П'єр Жильяр згадував згодом: «…ці два милих малих не могли приховати свого обурення, коли побачили, як більшовики забирають собі золотий ланцюжок, на якому висіли біля ліжка хворого Олексія Миколайовича його образки».
15 (28) травня 1918 року матроси Нагірний і Седньов були взяті з Іпатіївського будинку і доставлені в Єкатеринбурзьку в'язницю. Заарештованих слуг позбавили речей і грошей і помістили в загальній камері в'язниці, де утримувалися заарештовані надзвичайною слідчою комісією. Їхнім сусідом по камері був князь Львов, який згодом дав свідчення слідству про вбивство царської сім'ї, про розповіді заарештованих матросів про умови тримання царської сім'ї в будинку Іпатьєва. Жильяр так описав момент, коли він востаннє бачив цісаревича і Нагірного:

Матрос Нагірний пройшов повз моє вікно, несучи маленького хворого на руках; за ним ішли Великі Княжни, навантажені валізами і дрібними речами. Я захотів вийти, але вартовий грубо відштовхнув мене у вагон.

Я повернувся до вікна. Тетяна Миколаївна йшла останньою, несучи свого песика, і з великими труднощами тягла важку коричневу валізу. Йшов дощ, і я бачив, як вона при кожному кроці грузла в багнюці. Нагірний хотів прийти їй на допомогу — його із силою відштовхнув один із комісарів….
За одними відомостями, на початку червня, за іншими — на початку липня 1918 року їх у групі інших ув'язнених вивели з в'язниці, відвели за місто в безлюдне місце і таємно, у спину, вбили «за зраду справи революції» — як було зазначено в постанові про їхню страту. Історик Хрустальов писав, що комісар Хохряков таким чином виконав свою погрозу:451. Йдучи до місця страти, Нагірний тримався мужньо і підбадьорював інших смертників. Убивці залишили їхні трупи на місці вбивства непохованими. Радянська «Народна газета» міста Шадрінська надрукувала про це 31 липня 1918 року таке сповіщення: «Єкатеринбург, 7 липня. За пропозицією обласної Ради Уральської обласної надзвичайної комісії по боротьбі з контрреволюцією розстріляно таких заручників: …Седньов, …Нагорний, …».
Коли Єкатеринбург був зайнятий «білими», трупи Климентія Нагірного та Івана Седньова, напіврозкладені та поскльовані птахами, були знайдені та урочисто поховані біля церкви Всіх Скорботних. Очевидцям похорону запам'яталося, що могили колишніх матросів Гвардійського екіпажу були усипані безліччю білих квітів. Могили знищили, коли за радянської влади на місці кладовища було створено міський парк.

## Нагороди
Російської імперії:
- медаль «За старанність»:
  - срібна нагрудна на Станіславській стрічці (23.08.1916)
- пам'ятні світло-бронзові нагрудні медалі:
  - «На згадку про 100-річчя Вітчизняної війни» (26.08.1912)
  - «У пам'ять 300-річчя царювання дому Романових» (21.02.1913)
  - «На згадку про 200-річчя Гангутської перемоги» (27.06.1914)
- пам'ятний нагрудний знак:
  - Кульмський знак «На згадку про 200-річчя Гвардійського екіпажу» (08.05.1910)

### Іноземні
медалі :
- Німецька срібна нагрудна «За військові заслуги» (27.02.1910)
- Бухарська велика срібна нагрудна (07.12.1911)
- Гессенська срібна нагрудна (12.05.1912)

## Канонізація та реабілітація
Був зарахований до лику святих серед слуг царської сім'ї, убитих радянською владою, 14 листопада 1981 року на Архієрейському соборі Російської Православної церкви за кордоном[джерело не вказане 1303 дні].
16 жовтня 2009 року Генеральна прокуратура Російської Федерації ухвалила рішення про реабілітацію 52 наближених царської сім'ї, які зазнали репресій, зокрема К. Г. Нагірного.

## У російській культурі
Поет С. С. Бехтєєв присвятив Климентію Нагірному вірш «У години люті кривавої…».

## Кіновтілення
- 1971 — Микола і Олександра. У ролі Климентія Нагірного Джон Геллам[en].